# 4-та авіаційна дивізія (Третій Рейх)
4-та авіаційна дивізія (Третій Рейх) (нім. 4. Flieger-Division) — авіаційна дивізія повітряних сил нацистської Німеччини за часів Другої світової війни.

## Історія
4-та авіаційна дивізія була сформована однією з перших у складі Повітряних сил Третього Рейху. 1 серпня 1938 року у Мюнхені на базі 5-го Головного повітряного командування була утворена ця дивізія. 1 листопада 1938 року її перейменували на 21-шу авіаційну дивізію й передислокували до Брауншвейга, але вже 1 лютого 1939 року повернули старий номер — 4-та. 1 жовтня 1939 року з'єднання перевели до Дюссельдорфа, де 11 жовтня на її базі розгорнули IV повітряний корпус. Вдруге 4-та авіаційна дивізія сформована у червні 1943 року в Смоленську.

## Командування

### Командири
1-е формування
- генерал-лейтенант Гельмут Бінек (нім. Hellmuth Bieneck) (1 серпня 1938 — 31 січня 1939);
- генерал авіації Альфред Келлер (нім. Alfred Keller) (1 лютого — 11 жовтня 1939);

2-е формування
- генерал-майор Йозеф Пунцерт (нім. Josef Punzert) (червень — 30 червня 1943);
- генерал-лейтенант Герман Плохер (нім. Hermann Plocher) (1 липня — 25 серпня 1943);
- оберст Франц Ройсс (нім. Franz Reuß) (25 серпня 1943 — 5 квітня 1944);
- генерал-майор Клаус Юбе (нім. Klaus Uebe) (25 грудня 1944 — 24 січня 1945).

## Основні райони базування штабу 4-ї авіаційної дивізії
| Час                            | Місто              |
| ------------------------------ | ------------------ |
| 1 серпня 1938 — листопад 1938  | Мюнхен             |
| листопад 1938 — жовтень 1939   | Брауншвейг         |
| жовтень — 11 жовтня 1939       | Дюссельдорф        |
| червень — серпень 1943         | Смоленськ          |
| серпень — жовтень 1943         | Камарі?            |
| жовтень 1943 — 26 червня 1944  | Орша               |
| 26 червня — 5 липня 1944       | Мінськ-Східний     |
| 5 — 16 липня 1944              | Вільнюс            |
| 16 липня — серпень 1944        | Сувальщина         |
| серпень — 1 листопада 1944     | Ґолдап             |
| 1 листопада 1944 — січень 1945 | Ангербург          |
| січень — 18 лютого 1945        | Франкфурт-на-Одері |
| 18 лютого — квітень 1945       | Бад-Заров          |

## Бойовий склад 4-ї авіаційної дивізії
- 74-й авіаційний розвідувальний загін (Luftnachrichten-Abteilung 74);

- штаб 55-ї бомбардувальної ескадри (KG 55);
- I./55-ї бомбардувальної ескадри (I./KG 55);
- I./26-ї бомбардувальної ескадри (I./KG 26);
- 27-ма бомбардувальна ескадра (KG 27);
  - штаб 27-ї бомбардувальної ескадри (KG 27);
  - I./27-ї бомбардувальної ескадри (I./KG 27);
  - II./27-ї бомбардувальної ескадри (II./KG 27);
  - III./27-ї бомбардувальної ескадри (III./KG 27).

- штаб 51-ї винищувальної ескадри (JG 51);
- III./51-ї винищувальної ескадри (III./JG 51);
- штаб 100-ї нічної винищувальної ескадри (Stab I./NJG 100);
- 3-тя ескадрилья 100-ї нічної винищувальної ескадри (3./NJG 100);
- 1-ша штурмова ескадра (SG 1);
  - штаб 1-ї штурмової ескадри (Stab SG 1);
  - III./1-ї штурмової ескадри (III./SG 1);
  - 10-та протитанкова ескадрилья 1-ї штурмової ескадри (10. (Pz)/SG 1).

- штаб та 2-га ескадрилья 4-ї групи тактичної розвідки (Nahaufklärungsgruppe 4);
- підрозділи 10-ї групи тактичної розвідки (Nahaufklärungsgruppe 10);
- IV./51-ї винищувальної ескадри (IV./JG 51);
- підрозділи 100-ї нічної винищувальної ескадри;
- підрозділи 1-ї штурмової ескадри;
- 3-тя ескадрилья 2-ї нічної штурмової групи (3./Nachtschlachtgruppe 2).

- штаб та 2-га ескадрилья 4-ї групи тактичної розвідки;
- штаб 51-ї винищувальної ескадри;
- підрозділи 100-ї нічної винищувальної ескадри;
- підрозділи 1-ї штурмової ескадри.

- штаб та 2-га ескадрилья 4-ї групи тактичної розвідки;
- підрозділи 15-ї групи тактичної розвідки (Nahaufklärungsgruppe 15);
- 2 ескадрильї 100-ї нічної винищувальної ескадри;
- підрозділи 1-ї штурмової ескадри.

- 2-га ескадрилья 4-ї групи тактичної розвідки;
- змішані підрозділи 10-ї та 15-ї груп тактичної розвідки;
- 6-та окрема винищувальна група (Jagdabschnittsführer 6);
- II./1-ї штурмової ескадри.

- змішані підрозділи 4-ї й 10-ї груп тактичної розвідки;
- III./51-ї винищувальної ескадри;
- 1-ша штурмова ескадра;
  - штаб 1-ї штурмової ескадри;
  - I./1-ї штурмової ескадри (I./SG 1);
  - II./1-ї штурмової ескадри (II./SG 1);
  - 10-та протитанкова ескадрилья 1-ї штурмової ескадри;
- I./10-ї штурмової ескадри (I./SG. 10);
  - 12-та протитанкова ескадрилья 9-ї штурмової ескадри (12. (Pz)/SG. 9);
- 10-та нічна штурмова група (Nachtschlachtgruppe 10).

- змішані підрозділи 4-ї й 10-ї груп тактичної розвідки;
- штаб та III./51-ї винищувальної ескадри;
- III./11-ї винищувальної ескадри (III./JG 11);
- 1 штаффель 54-ї винищувальної ескадри (1 Staffel IV./JG 54);
- 1-й хорватський штаффель (1. kroatische Jagdstaffel);
- 26-та ескадра важких винищувачів (ZG 26);
  - штаб 26-ї ескадри важких винищувачів (Stab/ZG 26);
  - I./26-ї ескадри важких винищувачів (I./ZG 26);
  - II./26-ї ескадри важких винищувачів (II./ZG 26);
- підрозділи 5-ї і 100-ї нічних винищувальних ескадр (NJG 5 та NJG 100);
- 102-га оперативна ескадрилья (Einsatzstaffel 102)
- 1-ша штурмова ескадра;
- I./10-ї штурмової ескадри;
- III./10-ї штурмової ескадри (III./SG 77);
  - підрозділи 9-ї штурмової ескадри (SG 9).
- 1-ша нічна штурмова група (Nachtschlachtgruppe 1).

- підрозділи 3-ї та 8-ї груп тактичної розвідки (Nahaufklärungsgruppe 3, Nahaufklärungsgruppe 8);
- 4-та винищувальна ескадра (JG 4);
- 11-та винищувальна ескадра (JG 11);
- III./54-ї винищувальної ескадри (III./JG 54);
- підрозділи II. (Erg.)/1-ї винищувальної ескадри (II. (Erg.)/JG 1);
- 1-ша штурмова ескадра;
- підрозділи 151-ї штурмової ескадри;
- підрозділи 4-ї та 8-ї нічних штурмових груп.